# Sushmitha Singha Roy
Sushmitha Singha Roy (in hindi: सुष्मिता सिंघा राय; in bengali: সুস্মিতা সিংহ রায়; Midnapore, 26 marzo 1984) è un'ex multiplista indiana.

## Biografia
Nata nel Bengala Occidentale, Singha Roy ha preso parte ai primi eventi internazionali di atletica leggera gareggiando nell'eptathlon a partire dal 2005, vincendo una medaglia d'argento ai Campionati asiatici di Incheon. Oltre ad aver preso parte alle maggiori competizioni asiatiche, spersso arrivando a sfiorare il podio, Singha Roy ha gareggiato a livello mondiale ai Giochi olimpici di Pechino 2008 e, l'anno successivo ai Mondiali di Berlino.

## Palmarès
| Anno | Manifestazione          | Sede        | Evento    | Risultato | Prestazione | Note |
| ---- | ----------------------- | ----------- | --------- | --------- | ----------- | ---- |
| 2005 | Campionati asiatici     | Incheon     | Eptathlon | Argento   | 5308 p.     |      |
| 2006 | Giochi del Commonwealth | Melbourne   | Eptathlon | 11ª       | 4420 p.     |      |
| 2007 | Campionati asiatici     | Amman       | Eptathlon | Bronzo    | 5154 p.     |      |
| 2008 | Giochi olimpici         | Pechino     | Eptathlon | 31ª       | 5705 p.     |      |
| 2009 | Mondiali                | Berlino     | Eptathlon | 25ª       | 4983 p.     |      |
| 2010 | Giochi del Commonwealth | Nuova Delhi | Eptathlon | 6ª        | 5120 p.     |      |
| 2010 | Giochi asiatici         | Canton      | Eptathlon | 4ª        | 5051 p.     |      |
| 2011 | Campionati asiatici     | Kōbe        | Eptathlon | 4ª        | 5179 p.     |      |
| 2013 | Campionati asiatici     | Pune        | Eptathlon | 5ª        | 5328 p.     |      |
| 2014 | Giochi asiatici         | Incheon     | Eptathlon | 4ª        | 5194 p.     |      |